# Pierre II de Cerisay
 (mars 2025).
Motif : notoriété peu évidente
- Archive Wikiwix
- Bing
- Cairn
- DuckDuckGo
- E. Universalis
- Gallica
- Google
- G. Books
- G. News
- G. Scholar
- Persée
- Qwant
- (zh) Baidu
- (ru) Yandex
- (wd) trouver des œuvres sur Wikidata

| 1. | Préciser le motif de la pose du bandeau. | Précisez le motif de la pose du bandeau en utilisant la syntaxe suivante : {{admissibilité à vérifier\|date=juin 2025\|motif=remplacez ce texte par le motif}}                            |
| 2. | Informer les utilisateurs concernés.     | Pensez à avertir le créateur de l'article, par exemple, en insérant le code ci-dessous sur sa page de discussion : {{subst:avertissement admissibilité à vérifier\|Pierre II de Cerisay}} |

Cet article possède un paronyme, voir Pierre de Cerisay.
Pierre II de Cerisay, (maistre Pierre de Cerisay), magistrat, protonotaire et secrétaire du roi, seigneur et baron de La Rivière, et greffier, conseiller et procureur au Parlement.

## Biographie
Pierre II de Cerisay est le fils de Guillaume de Cerisay, grand bailli de Cotentin et vicomte de Carentan. 
En 1483, après des études de Droit, il devient clerc au Parlement, puis par la suite, maître des requêtes du Palais.
En 1487, il prend la charge de conseiller du Parlement de son frère Christophe de Cerisay, après résignation de celui-ci.
En 1492, Pierre II de Cerisay reprend la charge de son père, par résignation de celui-ci, comme greffier laïc et civil au Parlement.
En 1505, il est promu, le 7 juin, après élection à la présidence de la Justice des Aides (la Justice des Aides est une institution souveraine instituée par la royauté pour juger et décider en dernier ressort en toute souveraineté, des procès tant civils que criminels dans le domaine des impôts, gabelles, tailles).
En 1508, le 17 août, il est nommé procureur à la Cour des généraux de justice.